# Francisco de Herrera (starszy)
Francisco de Herrera, zw. El Viejo (ur. w 1576 w Sewilli, zm. w 1656 w Madrycie) – hiszpański malarz, grafik i medalier okresu baroku.
Od 1650 mieszkał w Madrycie. Był uczniem Francisca Pacheca i Luisa Fernandeza.
Malował obrazy religijne, sceny rodzajowe oraz portrety. Jego dzieła odznaczają się swobodnym malarskim stylem i efektowną inscenizacją.
Był nauczycielem m.in. Ignacia de Iriarte (1620–1685) oraz młodego Diega Velazqueza, który inspirował się jego portretami niewidomych grajków.

## Wybrane dzieła
- Apoteoza św. Hermenegilda -  1624, 523 x 326 cm, Muzeum Sztuk Pięknych w Sewilli
- Cudowne rozmnożenie chleba i ryb -  1647, 111x 82 cm, Muzeum Goi w Castres
- Koszykarz -  165 x 128 cm, Musée Calvet, Awinion
- Ścięta głowa świętego -  51 x 65 cm, Prado, Madryt
- Ślepy dudziarz -  ok. 1640, 71,5 x 92 cm, Kunsthistorisches Museum, Wiedeń
- Św. Bazyli dyktujący swoją doktrynę -  1639, 243 x 194 cm, Luwr, Paryż
- Św. Bonawentura przyjmujący habit franciszkański -  1628, 231 x 215 cm, Prado, Madryt
- Św. Józef z Dzieciątkiem Jezus -  1648, 116 x 112 cm, Museo Lázaro Galdiano, Madryt
- Św. Katarzyna ukazująca się więźniom -  1629, Bob Jones University, Greenville
- Św. Rodzina -  1636-37, 194 x 177 cm, Muzeum Sztuk Pięknych w Bilbao
- Zesłanie Ducha Świętego -  1617, Museo del Greco, Toledo